# Albizia forbesii
Albizia forbesii är en ärtväxtart som beskrevs av George Bentham. Albizia forbesii ingår i släktet Albizia och familjen ärtväxter. Inga underarter finns listade i Catalogue of Life.